# Centre hospitalier intercommunal Albertville-Moûtiers
Pour les articles homonymes, voir CHAM.
Le CHAM est le Centre hospitalier intercommunal Albertville-Moûtiers.
Le syndicat interhospitalier de Tarentaise  SIT(73), qui regroupait les centres hospitaliers d'Albertville, Moûtiers et Bourg-Saint-Maurice, disparaît en 2005.
Les centres hospitaliers d'Albertville et Moûtiers fusionnent en un nouveau centre hospitalier intercommunal, le CHAM (centre hospitalier Albertville-Moûtiers). Le Centre hospitalier de Bourg-Saint-Maurice reprend son autonomie.

## Localisation
Le CHAM, implanté sur 2 sites principaux distants de 28 km dispose de 580 lits dont 290 actifs ; le SROS lui réserve la place de 2e pôle hospitalier du territoire.
Un projet de reconstruction permettant de regrouper tous les lits sur un seul site est éligible au plan hôpital 2012 (annonce faite par le Ministre de la Santé en août 2006) :
Centre Hospitalier intercommunal Albertville-Moûtiers (Site d'Albertville)
253 rue Pierre-de-Coubertin 73200 Albertville 04 79 89 55 55
Centre Hospitalier Intercommunal Albertville-Moûtiers (Site de Moûtiers)
rue École-des-Mines 73600 Moutiers Tarentaise 04 79 09 60 60